# Hans Harten
Johann Diederich Heinrich (Hans) Harten (4 oktober 1934 - 27 februari 2007) was een Nederlands historisch-geograaf.
Terwijl de Universiteit van Amsterdam (1980) en de Landbouwuniversiteit Wageningen (1988) kozen voor de aanstelling van een hoogleraar in de historische geografie in de persoon van respectievelijk Guus Borger en Jelle Vervloet, hield de Rijksuniversiteit Utrecht het bij een universitair docentschap. Sinds 1963 was Hans Harten in die functie aangesteld als historisch-geograaf binnen het Geografisch Instituut van de Utrechtse universiteit. Hij werkte aan een dissertatie over de historische demografie in Zeeland, maar voltooide dit proefschrift niet.
Zijn verdienste binnen het vakgebied ligt in het feit, dat hij als een van de eersten het contact wist te leggen tussen de historische geografie, landschap en ruimtelijke ordening. Gedurende tientallen jaren wist hij het bedreigde vakgebied der historische geografie in Utrecht overeind te houden. In 1995 werd hij gedeeltelijk en in 1998 geheel opgevolgd door dr. Hans Renes. Na het emeritaat en overlijden van Hans Renes is het vakgebied uiteindelijk grotendeels verdwenen uit Utrecht. De belangrijkste opleiding voor historisch-geografen is tegenwoordig in Groningen onder leiding van Theo Spek.
Harten stond daarnaast aan de wieg van de Historisch-Geografische Vereniging Utrecht. Hij was tevens lid van de gemeentelijke monumentencommissies van Culemborg, Geldermalsen en Neerijnen. Bovendien publiceerde Harten zeer regelmatig over zaken die zijn vakgebied betroffen.
Harten was gescheiden, had drie kinderen en twee kleinkinderen. Postuum ontving drs. Hans Harten een koninklijke onderscheiding.